# Корлы
Корлы — деревня в Логозовской волости Псковского района Псковской области России.

## География
Расположена на автодороге Псков — Печки, в 15 км к западу от Пскова и в 11 км к северо-западу от Неёлово. Рядом — в 1,5 км — побережье Псковского озера.

## История
В найденном Прологе XIII—XIV века имеется запись от XVII века: «Корельского погосту Ильинской церкви», что может указывать на существование Погоста Корлы с XIV века. В Писцовых Книгах 1585-87 годов погост указан как центр Корелской губы Завелицкой засады.

## Население
| 2001 | 2002 | 2010 | 2012 |
| ---- | ---- | ---- | ---- |
| 76   | ↘62  | ↘45  | ↗65  |